# Лундстрём, Торд
Торд Йёте Лундстрём (швед. Tord Göte Lundstrom; 4 марта 1945, Кируна, Швеция) — шведский хоккеист, нападающий. Игрок сборной Швеции. Участник двух Олимпийских игр в составе команды. Член Зала славы ИИХФ с 2011 года.

## Биография
Родился в городе Кируна, воспитанник местного хоккея. Выступал за местную команду во второй шведской лиге. В сезоне 1963/64 впервые дебютировал в высшей лиге страны за команду «Брюнес». Выступал за команду десять сезонов подряд, завоевал семь титулов. В сезоне 1973/74 выступал в Национальной хоккейной лиге за «Детройт Ред Уингз», сыграл 11 матчей. Также в том сезоне выступал в Англии за столичную команду «Лайонс». После провёл ещё пять сезонов за команду из Евле, прибавив в список своих трофеев ещё два титула. В сезоне 1979/80 сыграл несколько матчей в команде второй лиги «Мёррумс», которую также возглавлял как главный тренер.
Выступал за шведскую сборную на семи чемпионатах мира и двух Олимпийских играх. Также выступал на Кубке Канады 1976 года.
После окончания хоккейной карьеры работал в командах из Евле на тренерских и административных должностях. В 2011 году был включён в международный Зал славы хоккея ИИХФ, а в 2014 году в Зал славы хоккея Швеции.